# Al-Udajja
Al-Udajja (arab. العدية) – wieś w Syrii, w muhafazie Aleppo. W 2004 roku liczyła 1564 mieszkańców.